# Halldor Kiljan Laxness
Halldór Kiljan Laxness, rojen kot Halldór Guðjónsson, islandski pisatelj, dramatik in nobelovec, * 23. april 1902, Reykjavík, † 8. februar 1998, Reykjavík.
Laxness je leta 1955 prejel Nobelovo nagrado za književnost in je tako edini islandski nobelov nagrajenec..